# Угринич, Филип
Филипп Угринич (нем. Filip Ugrinic; 5 января 1999 года, Люцерн) — швейцарский футболист, полузащитник клуба «Янг Бойз» и сборной Швейцарии.

## Клубная карьера
Угринич является воспитанником «Люцерна». 15 октября 2016 года дебютировал в швейцарской Суперлиге поединком против «Базеля», заменив на 60-й минуте Франциско Родригеса. Всего в дебютном сезоне провёл 21 встречу, в основном — выходил на замену.
В сезоне 2019/20 выступал на правах аренды за нидерландский «Эммен»
Игрок молодёжной сборной Швейцарии.